# NGC 4115
NGC 4115 је појединачна звезда у сазвежђу Береникина коса која се налази на NGC листи објеката дубоког неба.
Деклинација објекта је + 14° 24' 25" а ректасцензија 12h 7m 9,4s. Привидна величина (магнитуда) објекта NGC 4115 износи 13,1 а фотографска магнитуда 14,8.